# TV Nitrička
TV Nitrička — словацкий региональный телеканал, вещающий на территории Нитранского края и потенциально доступный для вещания на территории всей Словакии. Запущен 17 марта 2010 года.

## Трансляция
Аудитория телеканала превышает 200 тысяч человек: основной технологией является цифровая технология вещания DVB-T. Основными провайдерами, предоставляющими телеканал в своих пакетах, являются Magio, Max multimedia, Fiber TV, Antik Telecom, Slovanet — услуга предоставляется жителям всей страны. Доступно также кабельное вещание и интернет-вещание на официальном сайте.

## Сетка вещания
Сетку вещания составляют программы на наиболее важные темы: формируется она благодаря регулярно проводимым телеканалом интерактивных опросов. Наиболее рейтинговыми программами являются ток-шоу и авторские программы „Potulky po Slovenských vynárstvach“, „Bývanie a záhrada“, „Pole position“, „Kam na školu“, „Trendy“, „Bio = Zdravie“, „Krížom, krážom po vidieku“ и многие другие.